# Angel (singel Madonny)
Angel – utwór muzyczny amerykańskiej piosenkarki Madonny pochodzący z jej drugiego albumu studyjnego Like a Virgin (1984) i zarazem trzeci promujący go singel. Początkowo miał zostać wydany na pierwszym singlu. Zmieniło się to gdy Madonna nagrała piosenkę tytułową.
„Angel” stał się piątym z rzędu singlem Madonny na amerykańskim Billboard Hot 100 dostając się do pierwszej piątki notowań. Zajął także pierwsze miejsce w Australii i dostał się do pierwszej piątki w Kanadzie, Irlandii, Japonii, Nowej Zelandii, Hiszpanii i Wielkiej Brytanii. Madonna wykonała piosenkę tylko raz podczas trasy The Virgin (1985), jako piątą z setlisty, zaraz po „Everybody”. Nagranie nie pojawiło się na VHS Live: The Virgin Tour, gdyż Madonna nie była zadowolona ze swojego wokalu.
Do piosenki nie zrealizowano oficjalnego wideoklipu. Zamiast tego nakręcono promocyjne wideo zawierające ujęcia z innych teledysków Madonny m.in. „Burning Up”, „Borderline”, „Lucky Star”, „Like a Virgin” oraz „Material Girl”. Materiał został wyprodukowany przez Warner Bros. Records i wyemitowano go w Stanach Zjednoczonych.

## Notowania
| Terytorium        | Notowanie                          | Pozycja |
| ----------------- | ---------------------------------- | ------- |
| Stany Zjednoczone | Billboard Hot 100                  | 5       |
| Stany Zjednoczone | Hot 100 Single Sales               | 9       |
| Stany Zjednoczone | Hot 100 Airplay                    | 4       |
| Stany Zjednoczone | Adult Contemporary                 | 5       |
| Stany Zjednoczone | Hot Dance Music/Club Play          | 1       |
| Stany Zjednoczone | Hot Dance Music/Maxi Singles Sales | 1       |
| Stany Zjednoczone | Hot R&B/Hip Hop Singles and Tracks | 71      |
| Stany Zjednoczone | UK Singles                         | 5       |
| Australia         | nieznana                           | 1       |
| Kanada            | nieznana                           | 5       |
| Japonia           | nieznana                           | 5       |
| Belgia            | nieznana                           | 18      |
| Europa            | European Hot 100 Singles           | 14      |
| Nowa Zelandia     | nieznana                           | 2       |
| Niemcy            | nieznana                           | 31      |
| Irlandia          | nieznana                           | 3       |
| Szwajcaria        | nieznana                           | 17      |
| Szwecja           | nieznana                           | 2       |